# 문숙영당
문숙영당은 충청북도 청주시 청원구에 있다. 2015년 4월 17일 청주시의 향토유적 제136호로 지정되었다.

## 개요
고려시대 여진을 정벌한 윤관장군의 영정을 봉안하기 위해 세운 영정이다.